# Kottayam (distrikt)
Kottayam malayalam: കോട്ടയം ജില്ല) är ett distrikt med 1 979 384 invånare (2011) i den indiska delstaten Kerala. Huvudort i distriktet är Kottayam. Distriktet avgränsas av bergskedjan Västra Ghats i öst och av sjön Vembanad och risfälten i Kuttanad i väst. Det främsta språket är malayalam, men i distriktet talas även malapandaram av ett adivasifolk med samma namn. 